# Aplocera obscurata
Aplocera obscurata là một loài bướm đêm trong họ Geometridae.